# Omnivoropterygidae
Omnivoropterygidae (що означає «всеїдний крилатий") — родина примітивних птахів, що відомі виключно з  формування Jiufotang з Китаю.

## Опис
В них були короткі хвости і незвичайні черепи, зуби у верхній, а не нижній, щелепі. Їхні унікальні зуби привели деяких учених до припущення про всеїдний раціон.  Водночас його тіло пропорційне до довгих передніх кінцівок вказує на високу здатність до літання і порівняно короткі задні кінцівки з кігтями, що були адаптовані для приземлення. На передніх кінцівках також біли кігті, як і в інших ранніх птахів часів.

## Номенклатура
Родина була названа Стівеном А. Черкасо і Цян Цзі в 2002 році, але її молодший синонім Sapeornithidae часто використовується, хоча воно було надано чотири роки потому в 2006 році. Це єдина родина у ряді Omnivoropterygiformes (= Sapeornithiformes ).